# بخش جهرگرام
بخش جهرگرام (به انگلیسی: Jhargram district) یک منطقهٔ مسکونی در هند است که در Medinipur division واقع شده‌است. بخش جهرگرام ۳٬۰۳۷٫۹۰ کیلومتر مربع مساحت و ۱٬۱۳۶٬۵۴۸ نفر جمعیت دارد.